# 为子搬迁
是2009年美国喜剧剧情片，导演山姆·曼德斯，编剧戴夫·艾格斯和凡黛拉·维达，主演約翰·卡拉辛斯基和玛雅·鲁道夫。影片于2009年爱丁堡国际电影节首映后，于2009年6月25日开始在美国有限上映，DVD和蓝光于2009年9月29日发行。

## 剧情
维罗纳·德·泰森特和本特·法兰德是丹佛的一对年届三旬的小夫妻，终日为谋生和建立美满生活而操劳。当他们知道自己即将为人父母时，开始迎面去哪里、如何养育孩子和建立幸福家庭的挑战。
维罗纳怀孕满六个月，夫妇俩去探望两人在丹佛仅有的亲人、本特的父母格洛丽亚和杰瑞，希望投奔两位老人，却得知他们要移居比利时安特卫普养老二年，孩子出生一个月前就出发。老人们没有考虑到维罗纳和本特的处境，把他们的房子租给了另一对夫妇。本特和维罗纳对两人漫不经心、自私的态度感到沮丧，但也认为可以趁这个机会去找其他地方建立家庭，考虑到他们的工作允许他们在家上班，所以他们可以随心所选择居所。
他们先去凤凰城，与维罗纳的旧上司莉莉、她的丈夫洛威尔及他们的两个女孩见面。然而，上司夫妇对待彼此和孩子们很是粗鲁，吓到了本特。
维罗纳和本特又去找了住在图森的维罗纳姐姐格蕾丝。维罗纳央求下，本特极力说服格蕾丝与无聊的男朋友一起住。本特接电话时的幽默感，使得格蕾丝认为维罗纳嫁给了一位好丈夫，维罗纳表示认同。
之后，他们去找本特儿时的玩伴、挂名表妹，住在麦迪逊的艾伦。艾伦是威斯康星大学的教授，不仅继承了父母的遗产，连对育儿的态度也很父母如出一辙。本特和维罗纳给她买了一辆婴儿推车作为见面礼，没想到激怒了她，因为它和丈夫罗德里克是连续体家庭。两人认为，连续体运动是对父母与子女分居这一全球趋势的反抗，其要诀为3S：不分居（Separation）、不吃糖（Sugar）、不用手推车（Strollers）。本特夫妇带着艾琳的儿子坐儿童车在房子里兜风时，艾琳讥讽维罗纳为本特付出太多时，本特直接说艾琳父母太可怕，便带着维罗纳离开了。
本特夫妇之后去找他们在大学的朋友，住在蒙特利尔的汤姆和他的妻子蒙克·加内特，以及他们收养的孩子。维罗纳和本特终于到了一个充满爱的家庭，一个不错的城镇，非常开心，决定搬去住。在吃饭时，本特回忆起多次求婚维罗纳未果，屡屡碰壁（后来的剧情表示，这是因为维罗纳非常害怕已经过世的夫妇无法出席婚礼，遭人侧目）。晚饭后，汤姆向本特坦承蒙克最近第五次流产，看样子是不能生孩子了。
第二天早上，本特收到迈阿密的哥哥考特尼打来的紧急电话，说老婆离开了他，他担心小女儿将来的生活，以及离婚对她的影响。本特尝试安慰考特尼，同时维罗纳照顾他的女儿。本特和维罗纳在屋外的蹦床过夜，两人答应要彼此相爱，要爱他们的女儿，建立了一个幸福的家庭。
翌日，维罗纳跟本特说了她童年的家和父母（维罗纳22岁时双亲车祸去世）的故事。本特深受打动，决定在维罗纳位于佛羅里達狹地的老家定局。他们发现这才是他们的地方，于是快乐地坐在一起，俯瞰着湖面。

## 阵容
- 約翰·卡拉辛斯基 饰 本特·法兰德（Burt Farlander）
- 玛雅·鲁道夫 饰  维罗纳·德·泰森特（Verona De Tessant）
- 卡門·艾喬格 饰 格雷斯·德·泰森特（Grace De Tessant）
- 傑夫·丹尼爾 饰 杰瑞·法兰德（Jerry Farlander）
- 凯瑟琳·奥哈拉 饰 格洛丽亚·法兰德（Gloria Farlander）
- 艾莉森·珍妮 饰 莉莉（Lily）
- 吉姆·加菲根（英语：Jim Gaffigan） 饰 洛威尔（Lowell）
- 瑪姬·吉倫荷 饰 艾琳（LN）
- 喬許·漢米爾頓 饰 罗德里克（Roderick）
- 梅兰妮·林斯基 饰 蒙克·加内特（Munch Garnett）
- 克里斯·梅希納 饰 汤姆·加内特（Tom Garnett）
- 保罗·施耐德（英语：Paul Schneider (actor)） 饰 考特尼·法兰德（Courtney Farlander）

## 专业评价
烂番茄评论187条，新鲜度67%，平均得分6.57/10。网站共识写道：“《为子搬迁》以一系列引人入胜的独特之处和魅力为基础，是一趟甜蜜却不平坦的旅程”。《纽约时报》的A·O·斯科特（A.O. Scott）认为两位主角自以为是，“他们活在满是失败者和傻瓜，却以为自己的特点是非常敏锐、体贴人，精明、酷炫”。罗杰·伊伯特回应“指责维罗纳和伯特自鸣得意、高尚且居高临下”的评价时，认为“如果您有什么值得自鸣得意的东西，有很多值得卑躬屈膝的理由，不要觉得是罪孽”，同时给出3/4星评价。Metacritic评论33条，平均得分58/100。